# Seznam středních škol v Česku

## Praha
- Akademické gymnázium Štěpánská, Štěpánská 614/22, Praha 1 – Nové Město
- Arcibiskupské gymnázium v Praze, Korunní 586/2, Praha 2 – Vinohrady
- Církevní střední zdravotnická škola Jana Pavla II., Ječná 527/33, Praha 2 – Nové Město
- Česko-italské jazykové gymnázium, Sadská 530/20, Praha 9 (14) – Hloubětín
- Českoslovanská akademie obchodní, Resslova 1940/5, Praha 2 – Nové Město
- Českoslovanská akademie obchodní Dr. Edvarda Beneše, Resslova 1780/8, Praha 2 – Nové Město
- Dívčí katolická střední škola, Platnéřská 191/4, Praha 1 – Staré Město
- EDUCAnet-gymnázium Praha, Roztylská 1860/1, Praha 4 – Chodov
- Ekogymnázium Praha, Nad Vodovodem 460/81, Praha 10 – Malešice
- Ekonoma - soukromá obchodní akademie, Pertoldova 3373/51, Praha 4 (12) – Modřany
- Evropská akademie vzdělávání, Cukrova 560/2, Praha 9
- Francouzské gymnázium v Praze - Lycée français de Prague, Drtinova 304/7, Praha 5 – Smíchov
- Gymnázium Amazon, Rytířská 406/10, Praha 1 – Staré Město
- Gymnázium Arabská, Arabská 682/14, Praha 6 – Vokovice
- Gymnázium Bernarda Bolzana, V Holešovičkách 742/2, Praha 8 – Libeň
- Gymnázium Botičská, Botičská 424/1, Praha 2 – Nové Město
- Gymnázium bratří Čapků, Trhanovské náměstí 129/8, Praha 10 (15) – Hostivař
- Gymnázium Budějovická, Budějovická 680/17, Praha 4 – Michle
- Gymnázium Čakovice, náměstí 25. března 100/2, Praha 9 – Čakovice
- Gymnázium Českolipská, Českolipská 373/27, Praha 9 – Střížkov
- Gymnázium Elišky Krásnohorské, Ohradní 111/55, Praha 4 – Michle
- Gymnázium Chodovická, Chodovická 2250/36, Praha 9 – Horní Počernice
- Gymnázium Christiana Dopplera, Zborovská 621/45, Praha 5 – Malá Strana
- Gymnázium J. Seiferta, Vysočanské náměstí 500, Praha 9 – Vysočany
- Gymnázium Jana Keplera, Parléřova 118/2, Praha 6 – Hradčany
- Gymnázium Jana Nerudy (s dvojjazyčným francouzsko-českým studiem), Hellichova 457/3, Praha 1 – Malá Strana
- Gymnázium Jana Palacha, Pštrossova 203/13, Praha 1 – Nové Město
- Gymnázium prof. Jana Patočky, Jindřišská 966/36, Praha 1 – Nové Město
- Gymnázium Jaroslava Heyrovského, Mezi Školami 2475/29, Praha 5 (13) – Stodůlky
- Gymnázium Jiřího Gutha-Jarkovského, Truhlářská 1120/22, Praha 1 – Nové Město
- Gymnasium Evolution Jižní Město, Tererova 2135/17, Praha 4 (11) – Chodov
- Gymnázium Karla Sladkovského, Praha 3, Sladkovského náměstí 900/8, Praha 3 – Žižkov
- Gymnázium Litoměřická, Litoměřická 726/17, Praha 9 – Prosek
- Gymnázium mezinárodních a veřejných vztahů Praha (dříve: Soukromé gymnázium Cognos Praha), Kuncova 1580/1, Praha 5 (13) – Stodůlky
- Gymnázium Na Pražačce, Nad Ohradou 2825/23, Praha 3 – Žižkov
- Gymnázium Na Vítězné pláni, Na Vítězné pláni 1160/7, Praha 4 – Nusle
- Gymnázium Na Zatlance, Na Zatlance 1330/11, Praha 5 – Smíchov
- Gymnázium Nad Alejí, Nad Alejí 1952/5, Praha 6 – Břevnov
- Gymnázium Nad Kavalírkou, Nad Kavalírkou 100/1, Praha 5 – Košíře
- Gymnázium Nad Štolou, Nad Štolou 1510/1, Praha 7 – Holešovice
- Gymnázium Omská, Omská 1300/4, Praha 10 – Vršovice
- Gymnázium Opatov, Konstantinova 1500/50, Praha 4 – Chodov
- Gymnázium Oty Pavla, Loučanská 520/1, Praha 5 – Radotín
- Gymnázium Písnická, Písnická 760/11, Praha 4 (12) – Kamýk
- Gymnázium Postupická, Postupická 3150/4, Praha 4 – Záběhlice (Spořilov)
- Gymnázium pro zrakově postižené a Střední odborná škola pro zrakově postižené, Radlická 591/115, Praha 5 – Jinonice
- Gymnázium Přípotoční, Přípotoční 1337/1a, Praha 10 – Vršovice
- Gymnázium Přírodní škola, Letohradská 370/1, Praha 7 – Holešovice
- Gymnázium Evolution Sázavská, Sázavská 830/5, Praha 2 – Vinohrady
- Gymnázium, Střední odborná škola a Vyšší odborná škola Ortenovo náměstí, Ortenovo náměstí 1275/34, Praha 7 – Holešovice
- Gymnázium Špitálská, Špitálská 700/2, Praha 9 – Vysočany
- Gymnázium U Libeňského zámku, U Libeňského zámku 3/1, Praha 8 – Libeň
- Gymnázium Ústavní, Ústavní 400, Praha 8 – Bohnice
- Gymnázium Voděradská, Voděradská 900/2, Praha 10 – Strašnice
- Gymnázium, Základní škola a Mateřská škola pro sluchově postižené, Ječná 530/27, Praha 2 – Nové Město
- Heřmánek Praha, základní škola, gymnázium a pedagogické lyceum, Klapkova 34, Praha 8
- Jedličkův ústav a Základní škola a Střední škola, V Pevnosti 13/4, Praha 2 – Vyšehrad
- Karlínské gymnázium, Pernerova 273/25, Praha 8 – Karlín
- Klasické gymnázium Modřany, Rakovského 3136/1 (3136/II), Praha 4 (12) – Modřany
- Konzervatoř a Vyšší odborná škola Jaroslava Ježka, Roškotova 1692/4, Praha 4 – Braník
- Konzervatoř Duncan centre, Branická 145/41, Praha 4 – Braník
- Křesťanské gymnázium, Kozinova 1000/1, Praha 10 (15) – Hostivař
- Lauderova mateřská škola, základní škola a gymnázium při Židovské obci v Praze, Belgická 25/33, Praha 2 – Vinohrady
- Malostranské gymnázium, Josefská 626/7, Praha 1 – Malá Strana
- Masarykova střední škola chemická, Křemencova 179/12, Praha 1 – Nové Město
- Mensa gymnázium (dříve: Osmileté gymnázium Buďánka), Španielova 1111/19, Praha 6 (17) – Řepy
- Německá škola v Praze, Schwarzenberská 700/1, Praha 5 – Jinonice
- Obchodní akademie a Vyšší odborná škola ekonomická Tábor, Jiráskova 1615, Tábor
- Obchodní akademie Dušní, Dušní 1083/7, Praha 1 – Staré Město
- Obchodní akademie Heroldovy sady, Heroldovy sady 362/1, Praha 10 – Vršovice
- Obchodní akademie Holešovice, Jablonského 333/3, Praha 7 – Holešovice
- Obchodní akademie Hovorčovická, Hovorčovická 1281/11, Praha 8 – Kobylisy
- Obchodní akademie Krupkovo náměstí, Krupkovo náměstí 26/4, Praha 6 – Bubeneč
- Obchodní akademie Kubelíkova, Kubelíkova 1221/37, Praha 3 – Žižkov
- Obchodní akademie Svatoslavova, Svatoslavova 333/6, Praha 4 – Nusle
- Obchodní akademie Vinohradská, Vinohradská 1971/38, Praha 2 – Vinohrady
- Obchodní akademie Vinořská, Vinořská 163/17, Praha 9 – Satalice
- PB - Vyšší odborná škola a Střední škola managementu, Nad Rokoskou 111/7, Praha 8 – Libeň
- Pražská konzervatoř, Na Rejdišti 77/1, Praha 1 – Staré Město
- První česko-ruské gymnázium, Hovorčovická 1281/11, Praha 8 – Kobylisy
- První obnovené reálné gymnázium (PORG), Lindnerova 517/3, Praha 8 – Libeň
- První soukromá taneční konzervatoř v Praze, Michalská 432/12, Praha 1 – Staré Město
- Rakouské gymnázium v Praze, U Uranie 1576/14, Praha 7 – Holešovice
- Slovanské soukromé gymnázium, Weberova 1090/1, Praha 5 – Košíře
- Smíchovská střední průmyslová škola, Preslova 72/25, Praha 5 – Smíchov
- Soukromá obchodní akademie Stodůlky, Kuncova 1580/1, Praha 5 (13) – Stodůlky
- Soukromá obchodní akademie Vzdušná, Vzdušná 564/8, Praha 4 – Lhotka
- Soukromé gymnázium Altis, Dopplerova 351/351, Praha 10 – Petrovice
- Soukromé gymnázium Arcus Praha, Bratří Venclíků 1140/1, Praha 9 (14) – Černý Most
- Soukromé gymnasium Josefa Škvoreckého, Plzeňská 39/117, Praha 5 - Košíře
- Soukromé gymnázium Minerva, Dubečská 900/10, Praha 10 – Strašnice
- Soukromé gymnázium Pod Vyšehradem a Na Dlouhém lánu, Boleslavova 250/1, Praha 4 – Nusle
- Střední pedagogická škola Futurum, Hornoměcholupská 873, Praha 10 (15) – Hostivař
- Střední průmyslová škola elektrotechnická Ječná 30, Ječná 517/30, Praha 2 – Nové Město
- Střední průmyslová škola elektrotechnická V Úžlabině, V Úžlabině 320/23, Praha 10 – Malešice
- Střední průmyslová škola Praha 10, Na Třebešíně 2299, Praha 10 – Malešice
- Střední průmyslová škola Prosek,
- Střední průmyslová škola sdělovací techniky, Panská 856/3, Praha 1 – Nové Město
- Střední průmyslová škola strojnická, škola hlavního města Prahy, Betlémská 287/4, Praha 1 – Nové Město
- Střední průmyslová škola zeměměřická a Geografické gymnázium Praha, Pod Táborem 300/7, Praha 9 – Hrdlořezy
- Střední škola Aloyse Klara, Vídeňská 756/28, Praha 4 – Krč
- Střední škola hotelnictví a gastronomie Hotelu International, Koulova 1501/15, Praha 6 – Dejvice
- Střední škola Waldorfské lyceum, Křejpského 1501/12, Praha 4 (11) – Opatov
- Škola mezinárodních a veřejných vztahů Praha, Vyšší odborná škola, Střední odborná škola, Michelská 323/12, Praha 4 – Michle
- Taneční centrum Praha – konzervatoř, Pod Žvahovem 463/21b, Praha 5 – Hlubočepy
- Taneční konzervatoř, Křižovnická 81/7, Praha 1 – Staré Město
- The English College in Prague - Anglické gymnázium, Sokolovská 139/320, Praha 9 – Vysočany
- Trojské gymnázium Sv. Čecha, Trojská 211/110, Praha 7 – Troja
- Vyšší odborná škola ekonomická a Obchodní akademie Kollárova, Kollárova 271/5, Praha 8 – Karlín
- Vyšší odborná škola grafická a Střední průmyslová škola grafická, Hellichova 535/22, Praha 1 – Malá Strana
- Vyšší odborná škola pedagogická a sociální, Střední odborná škola pedagogická a Gymnázium, Evropská 330/33, Praha 6 – Dejvice
- Výtvarná škola Václava Hollara, Hollarovo náměstí 2275/2, Praha 3 – Vinohrady
- Vyšší odborná škola a Střední průmyslová škola dopravní Praha, Masná 18, Praha 1 - Staré Město
- Střední průmyslová škola dopravní, Plzeňská 298/217a, Praha 5 – Motol
- Vyšší odborná škola ekonomických studií a Střední průmyslová škola potravinářských technologií, Praha 2, Podskalská 10
- Vyšší odborná škola uměleckoprůmyslová a Střední uměleckoprůmyslová škola, Žižkovo náměstí 1300/1, Praha 3, Žižkov
- Základní škola německo-českého porozumění a Gymnázium Thomase Manna, Střížkovská 32/27, Praha 8 – Střížkov

## Středočeský kraj
- Dvořákovo gymnázium a Střední odborná škola ekonomická, Dvořákovo náměstí 800, Kralupy nad Vltavou
- EducaAnet - Soukromé gymnázium Kladno, Pařížská 2249, Kladno
- EKO Gymnázium Poděbrady, Zámek 1/I, Poděbrady
- Gymnázium a Střední odborná škola ekonomická Sedlčany, Nádražní 90, Sedlčany
- Gymnázium a Střední odborná škola pedagogická, Masarykova 248, Čáslav
- Gymnázium Benešov, Husova 470, Benešov
- Gymnázium Bohumila Hrabala v Nymburce, Komenského 779, Nymburk
- Gymnázium Český Brod, Vítězná 616, Český Brod
- Gymnázium Dr. Josefa Pekaře, Palackého 211, Mladá Boleslav
- Gymnázium J. S. Machara, Královická 668, Brandýs nad Labem-Stará Boleslav
- Gymnázium Jana Amose Komenského Nové Strašecí, Komenského nám. 209, Nové Strašecí
- Gymnázium Jana Palacha, Pod Vrchem 3421, Mělník
- Gymnázium Jiřího z Poděbrad, Studentská 166, Poděbrady
- Gymnázium Joachima Barranda, Talichova 824, Beroun
- Gymnázium Karla Čapka, Dobříš, Školní 1530, Dobříš
- Gymnázium Kladno, nám. Edvarda Beneše 1573, Kladno
- Gymnázium Kolín, Žižkova 162, Kolín III
- Gymnázium, Palackého 191/1, Mladá Boleslav
- Gymnázium Mnichovo Hradiště, Studentská 896, Mnichovo Hradiště
- Gymnázium pod Svatou Horou, Balbínova 328, Příbram II
- Gymnázium Příbram, Legionářů 402, Příbram VII
- Gymnázium Říčany, Komenského náměstí 1, Říčany
- Gymnázium Václava Hraběte, Jiráskova 617, Hořovice
- Gymnázium Vlašim, Tylova 271, Vlašim
- Gymnázium Zikmunda Wintra, Rakovník, nám. J. Žižky 186
- HERMÉS MB, Laurinova 1049, Mladá Boleslav
- Integrovaná střední škola, Na Karmeli 206, Mladá Boleslav
- Masarykova obchodní akademie Rakovník, Pražská 1222, Rakovník
- Obchodní akademie a Vyšší odborná škola Příbram, Na Příkopech 104, Příbram I
- Obchodní akademie Mladá Boleslav, T. G. Masaryka 14, Mladá Boleslav
- Open Gate – gymnázium a základní škola, Babice 5, Říčany
- Střední lesnická škola a Střední odborné učiliště Křivoklát, Písky 181, Křivoklát
- Soukromá střední škola MAJA, Viničná 463, Mladá Boleslav
- Střední odborná škola a Střední odborné učiliště dopravní Čáslav, Aug. Sedláčka 1145, Čáslav
- Střední odborná škola a Střední odborné učiliště Dubno, Dubno 13, Dubno u Příbrami
- Střední odborná škola a Střední odborné učiliště, Jičínská 762, Mladá Boleslav
- Střední odborná škola informatiky a spojů a Střední odborné učiliště Kolín, Jaselská 826, Kolín 4
- Střední průmyslová škola a Vyšší odborná škola Příbram, Hrabákova 271, Příbram II
- Střední průmyslová škola Emila Kolbena Rakovník, Generála Kholla 2501/I
- Střední průmyslová škola Mladá Boleslav, Havlíčkova 456, Mladá Boleslav
- Střední škola ekonomicko-podnikatelská Spektrum, Boženy Němcové 482, Mladá Boleslav
- Střední škola gastronomie a hotelnictví, Václavkova 1040, Mladá Boleslav
- Střední zdravotnická škola a Vyšší zdravotnická škola Příbram, Jiráskovy sady 113, Příbram I
- Střední zdravotnická škola Mladá Boleslav, Boženy Němcové 482, Mladá Boleslav
- Střední zemědělská škola, Brandýs nad Labem - Stará Boleslav, Zápská 302
- Střední zemědělská škola Čáslav, Sadová 1234, Čáslav
- Střední zemědělská škola Rakovník, Pražská 1222
- U2B – Střední škola multimediální Buštěhrad, Topolová 1089, Buštěhrad
- Vyšší odborná škola a Střední zemědělská škola, Benešov, Mendelova 131, Benešov
- Vyšší odborná škola, Střední průmyslová škola a Obchodní akademie Čáslav, Přemysla Otakara II. 938, Čáslav
- Waldorfská škola Příbram, Hornická 327, Příbram II
- Základní škola a gymnázium Navis, V Dolích 444, Světice

## Jihočeský kraj
- Biskupské gymnázium J. N. Neumanna a Církevní základní škola, Jirsíkova 5, České Budějovice
- České reálné gymnázium České Budějovice, Pražská 54a, České Budějovice
- Česko-anglické gymnázium České Budějovice, Třebízského 1010, České Budějovice
- EDUCAnet - Soukromé gymnázium České Budějovice, M. Chlajna 1347/23, České Budějovice, PSČ 370 05
- Gymnázium a Střední odborná škola ekonomická Vimperk, Pivovarská 69, Vimperk
- Gymnázium Česká, Česká 64, České Budějovice
- Gymnázium Český Krumlov, Chvalšinská 112, Český Krumlov
- Gymnázium Dačice, Boženy Němcové 213, Dačice
- Gymnázium Jana Valeriána Jirsíka, Fráni Šrámka 23, České Budějovice
- Gymnázium, Jírovcova 8, České Budějovice
- Gymnázium Milevsko, Masarykova 183, Milevsko
- Gymnázium olympijských nadějí, Kubatova 1, České Budějovice
- Gymnázium Pierra de Coubertina (s dvojjazyčným francouzsko-českým studiem), Nám. Frant. Křižíka 860, Tábor
- Gymnázium Písek, Komenského 89, Písek
- Gymnázium Prachatice, Zlatá stezka 137, Prachatice
- Gymnázium Soběslav, Dr. Edvarda Beneše 449/II, Soběslav
- Gymnázium Strakonice, Máchova 174, Strakonice
- Gymnázium, Střední odborná škola ekonomická a Střední odborné učiliště Kaplice, Pohorská 86, Kaplice
- Gymnázium Trhové Sviny, Školní 995, Trhové Sviny
- Gymnázium Třeboň, Na Sadech 308, Třeboň
- Gymnázium Týn nad Vltavou, Havlíčkova 13, Týn nad Vltavou
- Gymnázium Vítězslava Nováka, Husova 333, Jindřichův Hradec
- Gymnázium Vodňany, Bavorovská 1046, Vodňany
- Konzervatoř České Budějovice, Kanovnická 22, České Budějovice
- Obchodní akademie České Budějovice, Husova 1, České Budějovice
- Obchodní akademie T. G. Masaryka a Jazyková škola s právem státní jazykové zkoušky, Husova 156/II, Jindřichův Hradec
- Reálné gymnázium a Střední odborná škola podnikání, Vajgar 592, Jindřichův Hradec
- Střední odborná škola a Střední odborné učiliště Jindřichův Hradec, Jáchymova 478/III, Jindřichův Hradec
- Soukromá střední odborná škola a Gymnázium Bean, Trnkova 125, Staňkov
- Střední uměleckoprůmyslová škola Bechyně (dříve SPŠ keramická), Písecká 203, Bechyně
- Střední průmyslová škola stavební České Budějovice, Resslova 2, České Budějovice
- Střední průmyslová škola strojní a stavební Tábor, Komenského 1670, Tábor
- Střední odborná škola ekologická a potravinářská, Blatské sídliště 600/I, Veselí nad Lužnicí
- Střední odborná škola veterinární, mechanizační a zahradnická a Jazyková škola s právem státní jazykové zkoušky, Rudolfovská 92, České Budějovice
- Střední škola a Jazyková škola s právem státní jazykové zkoušky, Volyně, Lidická 135
- Střední škola obchodu, služeb a řemesel a Jazyková škola s právem státní jazykové zkoušky, Bydlinského 2474, Tábor
- Střední škola polytechnická, Nerudova 59, České Budějovice
- Táborské soukromé gymnázium, Zavadilská 2472, Tábor
- Townshend mezinárodní gymnázium, Hradčany 1070, Hluboká nad Vltavou
- Vyšší odborná škola, střední škola, Centrum odborné přípravy, Budějovická 421, Sezimovo Ústí

## Jihomoravský kraj
- Biskupské gymnázium Letovice, Tyršova 336, Letovice
- Gymnázium Blansko, Seifertova 13, Blansko
- Gymnázium Boskovice, Palackého náměstí 1, Boskovice
- Gymnázium a Obchodní akademie Bučovice, Součkova 500, Bučovice
- Gymnázium Hodonín, Legionářů 1, Hodonín
- Gymnázium Jana Blahoslava Ivančice, Lány 2, Ivančice
- Gymnázium a Jazyková škola s právem státní jazykové zkoušky, Sady 28. října 1, Břeclav
- Gymnázium Dr. Karla Polesného, Komenského náměstí 4, Znojmo
- Gymnázium T. G. Masaryka Hustopeče, Dukelské náměstí 7, Hustopeče
- Gymnázium T. G. Masaryka Zastávka, U Školy 39, Zastávka
- Gymnázium Mikulov, Komenského 7, Mikulov
- Gymnázium Moravský Krumlov, Smetanova 168, Moravský Krumlov
- Gymnázium a SOŠ pedagogická Znojmo, Pontassievská 3, Znojmo
- Gymnázium a Střední odborná škola Rájec-Jestřebí, Komenského 240, Rájec-Jestřebí
- Gymnázium Šlapanice, Riegrova 17, Šlapanice
- Gymnázium Tišnov, Na hrádku 20, Tišnov
- Gymnázium Velké Pavlovice, Pod Školou 10, Velké Pavlovice
- Gymnázium a SOŠ zdravotnická a ekonomická Vyškov, Komenského náměstí 16, Vyškov
- Gymnázium Židlochovice, Tyršova 400, Židlochovice
- Integrovaná střední škola Hodonín, P. Jilemnického 2, Hodonín
- Klvaňovo gymnázium Kyjov, Komenského 549, Kyjov
- Městské víceleté gymnázium Klobouky u Brna, Vinařská 29, Klobouky u Brna
- Obchodní akademie a Střední odborné učiliště Veselí nad Moravou, Kollárova 1669, Veselí nad Moravou
- Obchodní akademie a Střední zdravotnická škola Blansko, Nad Čertovkou 18, Blansko
- Purkyňovo gymnázium Strážnice, Masarykova 379, Strážnice
- SOŠ a SOU Hustopeče, Masarykovo náměstí 136/1, Hustopeče
- SOŠ a SOU Vyškov, Sochorova 15, Vyškov
- Střední odborná škola vinařská, Sobotní 116, Valtice
- Střední průmyslová škola E. Beneše a Obchodní akademie Břeclav, nábř. Komenského 1126/1, Břeclav
- Střední průmyslová škola Jedovnice, Na Větřáku 463, Jedovnice
- Střední škola dopravy, obchodu a služeb Moravský Krumlov, Klášterní náměstí 127, Moravský Krumlov
- Střední škola elektrotechnická a energetická Sokolnice, Učiliště 496, Sokolnice
- Střední škola gastronomie, hotelnictví a lesnictví Bzenec, náměstí Svobody 318, Bzenec
- Střední škola průmyslová a umělecká Hodonín, Brandlova 32, Hodonín
- Střední zahradnická škola Rajhrad, Masarykova 198, Rajhrad

## Karlovarský kraj
- Gymnázium Aš, Hlavní 106, Aš
- Gymnázium Cheb, Nerudova 7, Cheb
- Gymnázium a obchodní akademie Mariánské Lázně, Ruská 355, Mariánské Lázně
- Gymnázium Ostrov, Studentská 1205, Ostrov
- Gymnázium Sokolov, Husitská 2053, Sokolov
- Gymnázium, Základní Škola a Mateřská škola Mánesova, Mánesova 1672, Sokolov
- Integrovaná střední škola technická a ekonomická Sokolov, Jednoty 1620, Sokolov
- První české gymnázium v Karlových Varech, Národní 25, Karlovy Vary
- Svobodná chebská škola s.r.o., základní škola a gymnázium, Jánské náměstí 15, Cheb
- Střední odborná škola pedagogická, gymnázium a vyšší odborná škola Karlovy Vary, Lidická 40, Karlovy Vary
- Střední uměleckoprůmyslová škola keramická a sklářská Karlovy Vary, náměstí 17. listopadu 710/12, Karlovy Vary

## Královéhradecký kraj
- Biskupské gymnázium, církevní základní škola, mateřská škola a základní umělecká škola, Orlické nábřeží 1, Hradec Králové
- Gymnázium Boženy Němcové, Pospíšilova tř. 324, Hradec Králové
- Gymnázium J. K. Tyla, Tylovo nábř. 682, Hradec Králové
- Gymnázium Broumov, Hradební 218, Broumov
- Gymnázium Dobruška, Pulická 779, Dobruška
- Gymnázium Dvůr Králové nad Labem, nám. Odboje 304, Dvůr Králové nad Labem
- Gymnázium a Střední odborná škola Hořice, Husova 1414, Hořice
- Gymnázium a Střední odborná škola Hostinné, Horská 309, Hostinné
- Gymnázium a Střední odborná škola Jaroměř, Lužická 423, Jaroměř
- Gymnázium a Střední odborná škola pedagogická Nová Paka, Kumburská 740, Nová Paka
- Gymnázium Nový Bydžov, Nový Bydžov, Komenského 77
- Gymnázium Františka Martina Pelcla, Hrdinů odboje 36, Rychnov nad Kněžnou
- Gymnázium Trutnov, Jiráskovo náměstí 325, Trutnov
- Hotelová střední odborná škola, Gymnázim a Střední odborné učiliště služeb Třebechovice pod Orebem, Fresarova 49, Třebechovice pod Orebem
- Jiráskovo gymnázium, Řezníčkova 451, Náchod
- Lepařovo gymnázium, Jiráskova 30, Jičín
- Obchodní akademie T. G. Masaryka, Komenského 522, Kostelec nad Orlicí
- Obchodní akademie, Střední odborná škola a Jazyková škola s právem státní jazykové zkoušky, Hradec Králové, Pospíšilova 365, 500 03 Hradec Králové
- První soukromé jazykové gymnázium v Hradci Králové, Brandlova 875, Hradec Králové
- Sochařsko-kamenická škola v Hořicích, Husova 675, Hořice
- Střední odborná škola veterinární v Hradci Králové, Pražská 68, Hradec Králové
- Střední průmyslová škola elektrotechniky a informačních technologií, Čs. Odboje 670, 518 01 Dobruška
- Střední průmyslová škola Trutnov, Školní 101, Trutnov
- Střední škola informatiky a služeb Dvůr Králové nad Labem, Elišky Krásnohorské 2069, 544 01 Dvůr Králové nad Labem
- Střední škola - Podorlické vzdělávací centrum Dobruška, Pulická 695, Dobruška
- Střední škola oděvní, služeb a ekonomiky Červený Kostelec
- Střední zemědělská škola a Střední odborné učiliště chladicí a klimatizační techniky Kostelec nad Orlicí, Komenského 873, 517 41 Kostelec nad Orlicí
- Vyšší odborná a Střední průmyslová škola Jičín, Pod Koželuhy 100, Jičín
- Vyšší odborná škola a Střední průmyslová škola, Rychnov nad Kněžnou, U Stadionu 1166, 516 01 Rychnov nad Kněžnou

## Liberecký kraj
- Gymnázium Česká Lípa, Žitavská 2969, Česká Lípa
- Gymnázium I. Olbrachta, Nad Špejcharem 574, Semily
- Gymnázium Jablonec nad Nisou, Dr. Randy, Dr. Randy 13, Jablonec nad Nisou
- Gymnázium Jablonec nad Nisou, U Balvanu, U Balvanu 16, Jablonec nad Nisou
- Gymnázium F. X. Šaldy, Partyzánská 530, Liberec
- Gymnázium a Střední odborná škola pedagogická Liberec, Jeronýmova 425/27, Liberec
- Gymnázium Mimoň, Letná 263, Mimoň
- Gymnázium Tanvald, Školní 305, Tanvald
- Gymnázium Turnov, Jana Palacha 804, Turnov
- Obchodní akademie a jazyková škola s právem státní jazykové zkoušky, Šamánkova 500/8, Liberec
- Obchodní akademie a hotelová škola Turnov, Zborovská 519, Turnov
- Střední průmyslová škola strojní a elektrotechnická a Vyšší odborná škola, Masarykova, Liberec
- Střední průmyslová škola technická, Belgická, Jablonec nad Nisou
- Střední škola pedagogická a sociálně právní a střední zdravotnická škola Jana Blahoslava, Hejnice 349, Hejnice
- Střední zdravotnická škola a Vyšší odborná škola zdravotnická, Kostelní 9, Liberec
- SUPŠ a VOŠ Turnov / Špéra (Střední uměleckoprůmyslová škola a Vyšší odborná škola v Turnově)

## Moravskoslezský kraj
- 1st International School of Ostrava, Ostrčilova 1, Ostrava
- Biskupské gymnázium Ostrava, Karla Pokorného 1284/2, Ostrava-Poruba
- Církevní konzervatoř Opava, Beethovenova 1, Opava
- Čtyřleté a osmileté gymnázium Frýdek-Místek, Cihelní 410, Frýdek-Místek
- Educanet - Soukromé gymnázium Ostrava, Mjr. Nováka 1455/34, Ostrava Hrabůvka
- EDUCA - Střední odborná škola, s.r.o. B. Martinů 1994/4 Nový Jičín
- Gimnazjum z Polskim Językiem Nauczania - Gymnázium s polským jazykem vyučovacím, Havlíčkova 13, Český Těšín
- Gymnázium a Střední odborná škola Frýdek-Místek, Cihelní 410, Frýdek-Místek
- Gymnázium a střední odborná škola Orlová-Lutyně, Masarykova tř. 1313, Orlová-Lutyně
- Gymnázium a střední odborná škola Nový Jičín, Palackého 50, Nový Jičín
- Gymnázium Beskydy Mountain Academy, Dvořákova 1269, Frýdlant nad Ostravicí
- Gymnázium Bruntál, Dukelská 1, Bruntál
- Gymnázium Františka Živného, Jana Palacha 794, Bohumín
- Gymnázium a Střední průmyslová škola elektrotechniky a informatiky, Frenštát pod Radhoštěm, Křižíkova 1258, Frenštát pod Radhoštěm
- Gymnázium Frýdlant nad Ostravicí, nám. T. G. Masaryka 1260, Frýdlant nad Ostravicí
- Gymnázium Havířov-Podlesí, Studentská 11, Havířov-Podlesí
- Gymnázium Josefa Kainara, Hlučín, Dr. Ed. Beneše 7/586, Hlučín
- Gymnázium Krnov, Smetanův okruh 2, Krnov
- Gymnázium Mikuláše Koperníka, 17. listopadu 526, Bílovec
- Gymnázium Olgy Havlové, M. Majerové 1691, Ostrava-Poruba
- Gymnázium Ostrava-Hrabůvka, Fr. Hajdy 34, Ostrava-Hrabůvka
- Gymnázium Petra Bezruče Frýdek-Místek, ČSA 517, Frýdek-Místek
- Gymnázium Rýmařov, Sokolovská 34, Rýmařov
- Gymnázium Slezská Ostrava, Hladnovská 35, Ostrava-Slezská Ostrava
- Gymnázium Třinec, Komenského 713, Třinec
- Gymnázium Český Těšín, Frýdecká 30, Český Těšín
- Základní škola a Gymnázium Vítkov, Komenského 754, Vítkov
- Hotelová škola Frenštát pod Radhoštěm, Mariánská 252, Frenštát pod Radhoštěm
- Iuventas - soukromé gymnázium a střední odborná škola, U Dvoru 1119/14, Ostrava-Mariánské Hory
- Janáčkova konzervatoř v Ostravě, Českobratrská 40, Ostrava
- Jazykové gymnázium Pavla Tigrida, Ostrava-Poruba, G. Klimenta 493/3, Ostrava-Poruba
- Lingva - soukromé gymnázium, Čs. Exilu 491, Ostrava-Poruba
- Masarykovo gymnázium Příbor, Jičínská 528, Příbor
- Matiční gymnázium Ostrava, Dr. Šmerala 25, Ostrava
- Mendelovo gymnázium, Komenského 5, Opava
- Mendelova střední škola, Nový Jičín, Divadelní 138/4, Nový Jičín, Tyršova 9, Nový Jičín, Dukelská 350, Šenov u Nového Jičína
- Odborné učiliště a Praktická škola, Sokolovská 487/45, Nový Jičín
- Obchodní akademie a Střední odborná škola logistická Opava, Hany Kvapilové 20, Opava
- Slezské gymnázium Opava, Zámecký okruh 29, Opava
- Soukromé dívčí gymnázium, Zámecká 195, Velké Hoštice
- Soukromé gymnázium a střední zdravotnická škola Havířov Moravská 29, Havířov
- Soukromé Gymnázium a SZŠ Havířov, Moravská 29/497, Havířov-Šumbark
- Soukromé šestileté gymnázium v Ostravě, U Haldy 18, Ostrava-Hrabůvka
- Sportovní gymnázium Dany a Emila Zátopkových, Volgogradská 2631/6, Ostrava-Zábřeh
- Střední odborná škola Bruntál, Krnovská 998/9, Bruntál
- Střední odborná škola umělecká a gymnázium Ostrava-Zábřeh, Hulvácká 384/1, Ostrava-Zábřeh
- Střední odborná škola waldorfská v Ostravě, Generála Píky 13B/3295, Ostrava
- Střední pedagogická škola a Střední zdravotnická škola sv. Anežky České, 1. máje 249/37, Odry
- Střední průmyslová škola a Obchodní akademie, Kavalcova 814/1, Bruntál
- Střední průmyslová škola elektrotechniky a informatiky, Kratochvílova 7, Ostrava
- Střední průmyslová škola chemická akademika Heyrovského, Středoškolská 2854/1, Ostrava-Zábřeh
- Střední průmyslová škola, Obchodní akademie a Jazyková škola s právem státní jazykové zkoušky, Frýdek-Místek, 28. října, Frýdek-Místek
- Střední průmyslová škola stavební Opava, Mírová 630/3, Opava
- Střední škola technická a zemědělská, Nový Jičín, U Jezu 7, Nový Jičín – Žilina
- Střední škola ekonomicko-podnikatelská Studénka, Arm. gen. L. Svobody 760, Studénka – Butovice
- Střední škola, Odry, Sokolovská 647/1, Odry
- Vyšší odborná škola, Střední odborná škola a Střední odborné učiliště, Kopřivnice, Husova 1302/11, Kopřivnice
- Wichterlovo gymnázium, Čs. exilu 669, Ostrava-Poruba

## Olomoucký kraj
- Církevní gymnázium Německého řádu, Nešverova 693/1, Olomouc
- Cyrilometodějské gymnázium, základní škola a mateřská škola v Prostějově, Komenského 17, Prostějov
- Gymnázium Čajkovského, Čajkovského 9, Olomouc
- Gymnázium Hranice, Zborovská 293, Hranice
- Gymnázium Jana Opletala, Litovel, Opletalova 189, Litovel
- Gymnázium Jana Blahoslava, Generála Štefánika 10, Přerov
- Gymnázium Jakuba Škody, Komenského 29, Přerov
- Gymnázium Olomouc-Hejčín, Tomkova 45, Olomouc
- Gymnázium Šternberk, Horní náměstí 5, Šternberk
- Gymnázium Šumperk, Masarykovo náměstí 8, Šumperk
- Gymnázium Uničov, Gymnazijní 257, Uničov
- Gymnázium Zábřeh, náměstí Osvobození 20, Zábřeh
- Reálné gymnázium a základní škola Otto Wichterleho, Prostějov
- Slovanské gymnázium Olomouc (s dvojjazyčným francouzsko-českým studiem), tř. Jiřího z Poděbrad 13, Olomouc
- Soukromé gymnázium Olomouc, Na Vlčinci, Olomouc
- Speciální škola DC 90
- Střední zdravotnická a Vyšší zdravotnická škola Emanuela Pöttinga
- Střední odborné učiliště obchodu a služeb Olomouc
- Střední škola polytechnická Olomouc
- Střední zemědělská škola Olomouc
- Střední odborné učiliště obchodní a Středisko praktického vyučování Praktik
- Střední škola poštovní Olomouc
- Střední škola polygrafická Olomouc
- Střední odborné učiliště technické a obchodní Olomouc
- Střední odborná škola služeb
- Střední odborná škola Olomouc
- Střední průmyslová škola strojnická Olomouc, třída 17. listopadu 49, Olomouc
- Střední průmyslová škola Přerov, Havlíčkova 2, Přerov
- Střední odborné učiliště farmaceutické Olomouc
- Soukromé střední odborné učiliště stavební, Odborné učiliště a Učiliště PhDr. L. Bortl
- Soukromá střední škola podnikání Olomouc
- Střední škola Olomouc-Svatý Kopeček
- Vyšší odborná škola a Střední průmyslová škola elektrotechnická Olomouc
- Základní škola a gymnázium města Konice

## Pardubický kraj
- Biskupské gymnázium Skuteč, Vítězslava Nováka 584, Skuteč
- DELTA - Střední škola informatiky a ekonomie Pardubice, Ke Kamenci 151, Pardubice
- Educanet – Střední odborná škola Pardubice, Školní 143, Rybitví
- Gymnázium Aloise Jiráska, T. G. Masaryka 590, Litomyšl
- Gymnázium Česká Třebová, Tyršovo náměstí 970, Česká Třebová
- Gymnázium Dr. Emila Holuba, Na Mušce 1110, Holice
- Gymnázium Jevíčko, A. K. Vitáka 452, Jevíčko
- Gymnázium K. V. Raise, Adámkova 55, Hlinsko v Čechách
- Gymnázium Lanškroun, nám. Jana Marka Marků 113, Lanškroun
- Gymnázium Moravská Třebová, Svitavská 16, Moravská Třebová
- Gymnázium Pardubice, Dašická 1083, Pardubice
- Gymnázium Přelouč, Obránců míru 1025, Přelouč
- Gymnázium Jazyková škola s právem státní jazykové zkoušky Svitavy, Sokolovská 1638, Svitavy
- Gymnázium Ústí nad Orlicí, T. G. Masaryka 106, Ústí nad Orlicí
- Gymnázium Vysoké Mýto,Vaňorného náměstí 163, Vysoké Mýto
- Integrovaná střední škola technická Vysoké Mýto, Mládežnická ul. 380, Vysoké Mýto
- Konzervatoř Pardubice, Sukova třída 1260, Pardubice
- Obchodní akademie Chrudim, Tyršovo náměstí, Chrudim
- Soukromá střední odborná a jazyková škola TRADING CENTRE, Tyršova 237, Litomyšl
- Sportovní gymnázium Dašická, Dašická 268, Pardubice
- Střední odborná škola Cestovního Ruchu s.r.o., U Josefa 118, Pardubice
- Střední průmyslová škola elektrotechnická a Vyšší odborná škola Pardubice, Karla IV. 13, Pardubice
- Střední průmyslová škola chemická Pardubice, Poděbradská 94, Pardubice
- Střední škola cestovního ruchu Choceň, Tyršovo náměstí 220, Choceň
- Střední škola podnikání Vysoké Mýto s. r. o., Generála Závady 118, Vysoké Mýto
- Střední škola potravinářství a služeb Pardubice, náměstí Republiky 116, Pardubice
- Střední škola zahradnická a technická Litomyšl, T. G. Masaryka 659, Litomyšl
- Střední škola zemědělská a veterinární Lanškroun, Dolní Třešňovec 17, 563 01 Lanškroun
- Vyšší odborná škola a střední pedagogická škola Litomyšl, Komenského náměstí 22, Litomyšl
- Vyšší odborná škola a Střední škola technická Česká Třebová, Habrmanova 1540, 560 02 Česká Třebová
- Vyšší odborná škola stavební a Střední škola stavební Vysoké Mýto, Komenského 1, Vysoké Mýto

## Plzeňský kraj
- Akademie Hotelnictví a Cestovního ruchu, Nade Mží 1, Plzeň
- Gymnázium a Střední odborná škola Rokycany, Mládežníků 1115, Rokycany
- Gymnázium Blovice, Družstevní 650, Blovice
- Gymnázium J. Š. Baara, Pivovarská 323, Domažlice
- Gymnázium Jaroslava Vrchlického v Klatovech, Národních mučedníků 347/4, Klatovy
- Gymnázium Luďka Pika, Opavská 21, Plzeň
- Gymnázium Plasy, Stará cesta 363, Plasy
- Gymnázium Sušice, Františka Procházky 324, Sušice
- Gymnázium Tachov, Pionýrská 1370, Tachov
- Konzervatoř Plzeň, Kopeckého sady 10, Plzeň
- Masarykovo gymnázium Plzeň, Petákova 2, Plzeň
- SOŠ a SOU Sušice, U kapličky 761, Sušice
- Sportovní gymnázium Plzeň, Táborská 28, Plzeň
- SPŠ Klatovy, Nábřeží kapitána Nálepky 362, Klatovy
- Vyšší odborná škola, Obchodní akademie, Střední zdravotnická škola a Jazyková škola s právem státní jazykové zkoušky, Plánická 196, Klatovy

## Ústecký kraj
- Biskupské gymnázium Bohosudov, Koněvova 100, Krupka 1
- Evropská obchodní akademie Děčín, Komenského náměstí 2, 406 81 Děčín
- Gymnázium a Střední odborná škola Klášterec nad Ohří, Chomutovská 459, Klášterec nad Ohří
- Gymnázium Česká Kamenice, Palackého 535, 407 21 Česká Kamenice
- Gymnázium Děčín, Komenského náměstí 4, Děčín I
- Gymnázium dr. Václava Šmejkala, Stavbařů 5, Ústí nad Labem
- Gymnázium Duchcov, Masarykova 12, Duchcov
- Gymnázium Chomutov, Mostecká 3000, Chomutov
- Gymnázium Jana Amose Komenského Dubí, Bystřická 275/27, Dubí u Teplic
- Gymnázium Josefa Jungmanna, Svojsíkova 1, Litoměřice
- Gymnázium Kadaň, 5. května 620, Kadaň
- Gymnázium Lovosice, Sady pionýrů 600, Lovosice
- Gymnázium Most, Čs. armády 1530, Most
- Gymnázium Roudnice nad Labem, Havlíčkova 175, Roudnice nad Labem
- Gymnázium Rumburk, Komenského 10, Rumburk
- Gymnázium T. G. Masaryka Litvínov, Studentská 640, Horní Litvínov
- Gymnázium Teplice, Čs. dobrovolců 530/11, Teplice
- Gymnázium Ústí nad Labem, Jateční 22, Ústí nad Labem
- Gymnázium Václava Hlavatého, Poděbradova 661, Louny
- Gymnázium Varnsdorf, Střelecká 1800, 407 47 Varnsdorf
- Gymnázium Žatec, Studentská 1075, Žatec
- Gymnázium, Střední odborná škola a Střední odborné učiliště, Jarošova 23, Litoměřice
- Chomutovské soukromé gymnázium, Školní 1251, Chomutov
- Konzervatoř Teplice, Českobratrská 15, Teplice 1
- Střední lesnická škola a Střední odborná škola sociální, T. G. Masaryka 580, Šluknov
- Střední průmyslová škola a Vyšší odborná škola, Chomutov, Školní 1060/50, 430 01 Chomutov
- Střední průmyslová škola stavební a Obchodní akademie, Kadaň, Komenského 562, 432 01 Kadaň
- Střední škola lodní dopravy a technických řemesel Děčín, Dělnická 15, 405 02 Děčín
- Střední škola pedagogická, hotelnictví a služeb Litoměřice, Komenského 3, Litoměřice
- Střední škola řemesel a služeb Děčín, Ruská 147, 405 02 Děčín
- Střední škola stavební a strojní, Fráni Šrámka 1350, 415 01, Teplice
- Střední škola zahradnická a zemědělská Děčín-Libverda, Českolipská 123, 405 02 Děčín-Libverda
- Střední zdravotnická škola a Obchodní akademie Rumburk, Františka Nohy 959/6, 408 30 Rumburk
- Střední zdravotnická škola Děčín, Čsl. mládeže 5, 405 02 Děčín
- Vyšší odborná škola a Střední průmyslová škola strojní, stavební a dopravní, Děčín, Čs. armády 10, 405 02 Děčín

## Vysočina
- Akademie - Vyšší odborná škola, Gymnázium a Střední odborná škola uměleckoprůmyslová Světlá nad Sázavou, Sázavská 547, Světlá nad Sázavou
- Biskupské gymnázium Žďár nad Sázavou, U Klafárku 3, Žďár nad Sázavou
- Gymnázium Bystřice nad Pernštejnem, Nádražní 760, Bystřice nad Pernštejnem
- Gymnázium Havlíčkův Brod, Štáflova 2063, Havlíčkův Brod
- Gymnázium dr. A. Hrdličky, Komenského 147, Humpolec
- Gymnázium Chotěboř, Jiráskova 637, Chotěboř
- Gymnázium Jihlava, Jana Masaryka 1, Jihlava
- Gymnázium a Střední odborná škola Moravské Budějovice, Tyršova 365, Moravské Budějovice
- Gymnázium Vincence Makovského, Leandra Čecha 152, Nové Město na Moravě
- Gymnázium Pacov, Hronova 1079, Pacov
- Gymnázium Pelhřimov, Jirsíkova 244, Pelhřimov
- Gymnázium Světlá nad Sázavou, Sázavská 547, Světlá nad Sázavou
- Gymnázium Otokara Březiny a Střední odborná škola Telč, Hradecká 235, Telč
- Gymnázium Třebíč, Masarykovo nám. 9/116, Třebíč
- Katolické gymnázium Třebíč, Otmarova 30/22, Třebíč
- Gymnázium Velké Meziříčí, Sokolovská 27, Velké Meziříčí
- Gymnázium Žďár nad Sázavou, Neumannova 2, Žďár nad Sázavou
- Střední průmyslová škola Jihlava, Třída legionářů 3, Jihlava
- Střední průmyslová škola Žďár nad Sázavou, Studentská 1, Žďár nad Sázavou
- Střední škola gastronomická Adolpha Kolpinga, U Klafárku 3, Žďár nad Sázavou
- Střední škola obchodní a služeb, Žďár nad Sázavou, Komenského 972, Žďár nad Sázavou
- Střední škola Pelhřimov, Friedova 1469, Pelhřimov
- Střední zdravotnická škola a Vyšší odborná škola zdravotnická Žďár nad Sázavou, Dvořákova 4, Žďár nad Sázavou

## Zlínský kraj
- Arcibiskupské gymnázium v Kroměříži, Pilařova 3, Kroměříž
- Gymnázium a Jazyková škola s právem státní jazykové zkoušky Zlín, náměstí T. G. Masaryka 2734-9, Zlín
- Gymnázium Františka Palackého Valašské Meziříčí, Husova 146, Valašské Meziříčí
- Gymnázium Jana Pivečky Slavičín, Školní 822, Slavičín
- Gymnázium Kroměříž, Masarykovo nám. 496, Kroměříž
- Gymnázium Ladislava Jaroše Holešov, Palackého 524, Holešov
- Gymnázium Otrokovice, tř. Spojenců 907, Otrokovice
- Gymnázium Rožnov pod Radhoštěm, Koryčanské Paseky 1725, Rožnov pod Radhoštěm
- Gymnázium Uherské Hradiště, Velehradská třída 218, Uherské Hradiště
- Gymnázium Uherský Brod, Komenského 169, Uherský Brod
- Gymnázium Valašské Klobouky, Komenského 60, Valašské Klobouky
- Gymnázium Zlín-Lesní čtvrť, Lesní čtvrť 1364, Zlín
- Konzervatoř Evangelické akademie, Velehradská 625, Kroměříž
- Konzervatoř P. J. Vejvanovského Kroměříž, Pilařova 7, Kroměříž
- Masarykovo gymnázium Vsetín, Tyršova 1069, Vsetín
- Obchodní akademie Kroměříž, Obvodová 3503/7, Kroměříž
- Obchodní akademie Uherské Hradiště, Nádražní 22, Uherské Hradiště
- Soukromé Gymnázium, Střední odborná škola a Jazyková škola s právem státní jazykové zkoušky, Osvobození 699, Kunovice u Uherského Hradiště
- Stojanovo gymnázium, Velehrad 1, Velehrad
- Střední odborná škola a Gymnázium Staré Město, Velehradská 1527, Staré Město
- Střední podnikatelská škola a Vyšší podnikatelská škola, s. r. o., Tovačovského 337, Kroměříž
- Střední průmyslová škola a Obchodní akademie, Nivnická 1781, Uherský Brod
- Střední průmyslová škola Otrokovice, tř. Tomáše Bati 1266, Otrokovice
- Střední průmyslová škola Zlín, Tomáše Bati 4187, Zlín
- Střední škola - Centrum odborné přípravy technické, Kroměříž, Nábělkova 539, Kroměříž
- Střední škola hotelová a služeb, Kroměříž, Na Lindovce 1463/1, Kroměříž
- Střední škola informatiky, elektrotechniky a řemesel, Školní 1610, Rožnov pod Radhoštěm
- Střední uměleckoprůmyslová škola Uherské Hradiště, Všehrdova 267 a tř. Maršála Malinovského 368, Uherské Hradiště
- Střední zdravotnická škola a Vyšší odborná škola zdravotnická Zlín
- Střední zdravotnická škola a Vyšší odborná škola zdravotnická Kroměříž, Albertova 4261/25a, Kroměříž
- Tauferova střední odborná škola veterinární, Kroměříž, Koperníkova 1429, Kroměříž
- Vyšší odborná škola pedagogická a sociální a Střední pedagogická škola, Kroměříž, 1. máje 221/10, Kroměříž
- Vyšší odborná škola potravinářská a Střední průmyslová škola mlékárenská Kroměříž, Štěchovice 4176, Kroměříž
- Vyšší policejní škola a Střední policejní škola MV Holešov, Zlínská 991, Holešov